# Siemakowce (hromada Matyjowce)
Siemakowce (ukr. Семаківці) – wieś na Ukrainie, w obwodzie iwanofrankiwskim, w rejonie kołomyjskim.